# كريشنا تشاندرا شارما
كريشنا تشاندرا شارما (بالإنجليزية: Krishna Chandra Sharma)‏ (12 أكتوبر 1923 - 29 سبتمبر 2003)؛ سياسي وروائي هندي. درس في جامعة باناراس الهندية.